# برونو نیکوله
برونو نیکوله (به ایتالیایی: Bruno Nicolè) (۲۴ فوریه ۱۹۴۰ – ۲۷ نوامبر ۲۰۱۹) بازیکن فوتبال اهل ایتالیا بود که از سال ۱۹۵۸ میلادی عضو تیم ملی فوتبال ایتالیا بوده و در ۸ بازی ملی حضور داشته‌است. او در بازی‌های ملی‌اش ۲ گل به ثمر رساند.
برونو نیکوله آخرین بازی ملی خود را در سال ۱۹۶۴ میلادی انجام داد.